# José do Rego Maciel
José do Rego Maciel (Pesqueira, 23 de janeiro de 1908 — Recife, 1 de setembro de 2006), filho de Frederico Alves do Rego Maciel e de Maria Eulália Falcão Maciel, foi um advogado, promotor e político brasileiro.
Fez os primeiros estudos no Colégio Nóbrega, na capital pernambucana, e bacharelou-se pela Faculdade de Direito do Recife, na turma de 1930.
Vinculado à Aliança Liberal (1929-1930), com a vitória da Revolução de 1930, da qual participou, foi nomeado promotor público no município de Amaraji, cargo que ocupou entre janeiro de 1931 e janeiro de 1933, quando foi removido para a comarca de Goiana. Neste ano, tornou-se juiz municipal do Cível e Órfãos da cidade do Recife, cargo que iria ocupar até 1938. Ainda este ano, em pleno Estado Novo (1937-1945), foi procurador fiscal do estado de Pernambuco. Em seguida, veio ocupar, a partir de 1939, o cargo de secretário da Fazenda. Assessorou o interventor pernambucano, Agamenon Magalhães (1937-1945), na reunião de interventores federais no Nordeste, em que foi aprovado que se recomendasse à União o aproveitamento da cachoeira de Paulo Afonso. Tomou parte no Congresso dos Secretários da Fazenda, em 1941, de cuja sessão de instalação foi orador oficial. Permaneceu na Secretaria da Fazenda até novembro de 1945, sendo que, por um breve período, nesse ano, ocupou interinamente também a de Justiça.
Com o fim do Estado Novo, em dezembro de 1945, elegeu-se suplente de deputado por Pernambuco à Assembleia Nacional Constituinte, na legenda do Partido Social Democrático (PSD). Após a promulgação da nova Carta, em 18 de setembro de 1946, e a transformação da Assembleia em Congresso ordinário, tornou-se membro da Comissão Permanente de Educação e Cultura. Ainda em 1946, foi nomeado consultor-geral do estado de Pernambuco.
Elegeu-se novamente suplente de deputado federal por Pernambuco no pleito de outubro de 1950, na legenda do PSD, mas, após deixar a Câmara em janeiro de 1951, não voltou a ocupar uma cadeira na legislatura que se seguiu. De dezembro de 1952 a janeiro de 1955 ocupou a prefeitura do Recife, tendo sido nomeado para o cargo pelo governador Etelvino Lins (1952-1955). No pleito de outubro de 1954, elegeu-se deputado federal por Pernambuco na legenda da Frente Democrática Pernambucana, composta pelo PSD e pelo Partido Democrata Cristão (PDC), Partido Social Progressista (PSP), Partido Libertador (PL) e Partido de Representação Popular (PRP).
Assumiu o mandato em fevereiro de 1955, e no mês de maio, passou a presidir o diretório regional do PSD, substituindo Etelvino Lins, que se demitira do cargo por discordar da candidatura de Juscelino Kubitschek à presidência da República, indicada oficialmente pelo partido. Maciel também não concordava com a indicação, e continuou a apoiar a candidatura de Juarez Távora, mesmo depois de assumir o novo cargo. Essa atitude ocasionou a intervenção no diretório pernambucano, de cuja presidência Maciel foi afastado no mês de julho.
Em 11 de novembro de 1955, estourou um movimento militar, liderado pelo general Henrique Teixeira Lott, ministro da Guerra demissionário, visando, segundo seus promotores, barrar uma conspiração em preparo no governo e assegurar a posse do presidente eleito, Juscelino Kubitschek. O movimento provocou o impedimento dos presidentes da República Carlos Luz, em exercício, e Café Filho, licenciado, empossando na chefia da nação o vice-presidente do Senado, Nereu Ramos. Como parlamentar, Maciel votou contra o impedimento do presidente Carlos Luz e contra a decretação do estado de sítio, solicitada pelo Poder Executivo. No seu último ano desta legislatura, participou dos trabalhos parlamentares como vice-presidente da Comissão de Serviço Público. Concluiu o mandato em janeiro de 1959, não mais retornando à Câmara. Em outubro do ano anterior, candidatou-se a vice-governador de Pernambuco na chapa do PSD encabeçada por Jarbas Maranhão, mas não se elegeu.
Em 1964, participou do Ciclo de Estudos sobre Segurança Nacional promovido pela Associação dos Diplomados da Escola Superior de Guerra (ADESG). Com a extinção dos partidos políticos pelo Ato Institucional nº. 2, decretado em 27 de outubro de 1965, e a posterior instauração do bipartidarismo, filiou-se à Aliança Renovadora Nacional (Arena), partido de sustentação da ditadura militar instalado no país em abril de 1964. Por este partido, elegeu-se suplente do senador João Cleofas na legislatura 1967-1975.
Em 1975 chegou a ser indicado, pela corrente liderada pelo ex-governador Paulo Guerra (1964-1967), candidato à sucessão de Eraldo Gueiros Leite (1971-1975) no governo de Pernambuco. Ao mesmo tempo, seu filho, Marco Antônio Maciel, era indicado para o mesmo cargo pelo ex-governador Nilo Coelho (1967-1971). O candidato oficial da Arena, entretanto, foi José Francisco de Moura Cavalcanti, eleito por via indireta e empossado em março de 1975.
Afastando-se então da carreira política, permaneceu no exercício das funções de consultor-geral do estado, desempenhando-as até 1986, quando se aposentou.
Casou-se com Carmem Sílvia Cavalcanti de Oliveira Maciel, com quem teve nove filhos. Seu filho Marco Maciel teve longa trajetória política: foi deputado federal por Pernambuco (1971-1979), governador do estado (1979-1982), senador (1983-1984 e 1987-1994), ministro da Educação e Cultura (1985-1986), ministro-chefe da Casa Civil (1986-1987), constituinte (1987-1988) e vice-presidente da República entre 1995 e 1999, tendo sido reeleito para o cargo em 1998.
O estádio do Santa Cruz, popularmente conhecido como Arruda, leva o seu nome.